# الحصن القريب من العين
 الحصن القريب من العين  هو معلم أثري تونسي مصنف من قبل المعهد الوطني للتراث يقع في ولاية القيروان في الوسط الغربي التونسي، تحديد في مدينة سيدي عمارة تم تصنيف المعلم في يوم 6 مايو 1901 .

## مقالات ذات صلة
- قائمة المعالم الأثرية المصنفة في تونس